# António Zambujo
António José Rodeia Zambujo (Beja,19 de setembro de 1975) é um músico português. Está familiarizado com o Cante alentejano desde criança. O cantor é um dos maiores representantes da música, da cultura e da língua portuguesa da atualidade a nível nacional e internacional.

## Biografia e carreira
António Zambujo, de seu nome completo António José Rodeia Zambujo, nasceu em Beja, no Baixo Alentejo, no dia 19 de setembro de 1975.
Devido à sua inerência familiar e localização geográfica, está desde criança ligado ao Cante alentejano e à música em geral. Começou a estudar Clarinete aos 8 anos, estreando-se no Conservatório Regional do Baixo Alentejo. Ainda em pequeno deslumbrou-se com nomes ligados ao Fado como, Amália Rodrigues, Alfredo Marceneiro, João Ferreira-Rosa, entre outros.
Mudou-se para Lisboa aos 16 anos, em busca do sonho de progredir na música. Com o curso de clarinete no currículo, foi convidado por Mário Pacheco, compositor de Guitarra portuguesa a tocar no Clube do Fado, em Alfama. 
Pouco depois, em 2000, integra o elenco do musical "Amália",  dirigido por Filipe La Féria, no Teatro Politeama. Neste musical interpretou o papel de Francisco da Cruz, o primeiro marido de Amália.
Em 2002, o seu primeira trabalho "O Mesmo Fado" é editado pela Ocarina. Apresentado no Clube de Sargentos de Beja.
Na sequência do seu êxito, ganha o prémio de "Melhor Nova Voz do Fado".
Em 2004, começa a cantar na casa de fados Sr. vinho.E além dos concertos em Portugal, apresenta-se com regularidade em cidades como Toronto, Paris, Sarajevo ou Zagreb. 
Em 2006 recebe o Prémio Amália Rodrigues na categoria de "Melhor Intérprete Masculino de Fado" e é convidado pela Fundação Calouste Gulbenkian para o Festival Atlantic Waves, em Londres.No ano seguinte lança "Outro Sentido". Seguem-se os álbuns "Guia" (2010), "Quinto" (2012), "Lisboa 22:38 - Ao Vivo no Coliseu" (2013), Rua Emenda (2014), "Até Pensei Que Fosse Minha" - uma homenagem a Chico Buarque (2016), "Do Avesso" (2018) vencedor do Prémio José Afonso, "Voz e Violão" (2021) e "Cidade" (2023).
A 9 de junho de 2015, Aníbal Cavaco Silva (19.° Presidente da República Portuguesa) agraciou-o como Comendador da Ordem do Infante D. Henrique.
Atualmente, é um cantor muito conhecido no Brasil. Fez sucessos com versões de muitas músicas desse país e teve apresentações com cantores brasileiros como Roberta Sá, Chico Buarque de Holanda, Ney Matogrosso, Ivan Lins e Zé Renato, dentre outros. Depois de ouvir o João Gilberto, aos 16 anos de idade, passou a querer cantar como ele. Também na Galiza é um cantor que com frequência sobe aos cenários com alguns dos mais reconhecidos artistas da comunidade autónoma espanhola, como Uxía ou Xosé Manuel Budiño, mas também artistas doutros países a residirem nesse lugar, como os brasileiros Paulo Silva ou Sérgio Tannus, ou ainda a angolana Aline Frazão.
Em 2019 torna-se mentor no programa da RTP1 The Voice Portugal. No mesmo ano, sua canção "Sem Palavras" foi indicada ao Grammy Latino de Melhor Canção em Língua Portuguesa.
Em 2022, participa com César Mourão, Miguel Araújo e Luísa Sobral no espetáculo "Mais à Larga", percorrendo várias salas do país.
Em 2023, António Zambujo, juntamente com o enólogo Luís Leão e João Pedro Freixial, abrem em Vila de Frades, capital do vinho de talha, uma loja de vinhos e espaço cultural, onde foi apresentado o single "Dancemos um slow".
The Voice Portugal
| Ano         | Canal | Programa              | Obs.              |
| ----------- | ----- | --------------------- | ----------------- |
| 2019 - 2020 | RTP1  | The Voice Portugal 7  | Mentor (Vencedor) |
| 2020 - 2021 | RTP1  | The Voice Portugal 8  | Mentor            |
| 2021 - 2022 | RTP1  | The Voice Portugal 9  | Mentor (Vencedor) |
| 2023 - 2024 | RTP1  | The Voice Portugal 11 | Mentor (Vencedor) |

## Vida pessoal
António Zambujo tem dois filhos: Diogo, nascido em 1999 e João, em 2010.
No final de 2023, começou um relacionamento com a cantora Carolina de Deus (25 anos mais nova), tendo terminado em junho de 2024.

## Discografia

### Álbuns
- O mesmo Fado (2002)
- Por meu Cante (2004) CD
- Outro Sentido (2007) CD
- Guia (2010) CD
- Quinto (2012) CD
- Lisboa 22:38 - Ao Vivo no Coliseu (2013) CD
- Rua Da Emenda (2014) CD[15]
- Até Pensei que Fosse Minha  (2016) (CD), onde interpreta canções de Chico Buarque[16]
- Do Avesso (2018) CD
- Voz e Violão (2021) CD[17]
- Cidade (2023) CD[18]